# سیارک ۱۵۶۲
سیارک ۱۵۶۲ (به انگلیسی: 1562 Gondolatsch، نامگذاری:1943EE) هزار و پانصد و شصت و دومین سیارک کشف شده‌است که در ۹ مارس ۱۹۴۳ و در هایدلبرگ کشف شد.
قدر مطلق سیارک برابر ۱۱٫۸۰ است.